# Ratusz w Kątach Wrocławskich

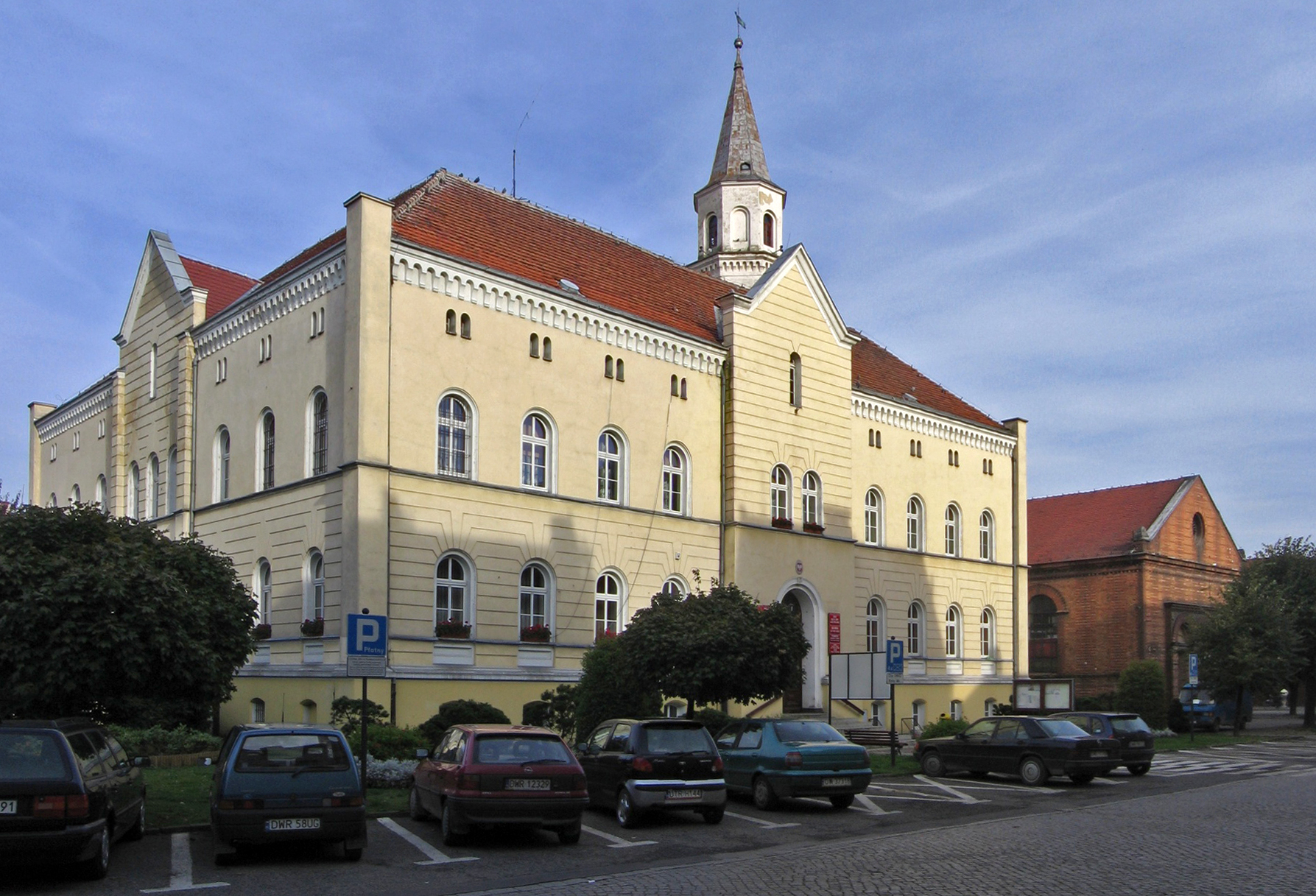
Ratusz w Kątach Wrocławskich

Ratusz w Kątach Wrocławskich – został wzniesiony w roku 1879 w stylu neoromańskim, przy wykorzystaniu wieży pozostałej po poprzednim ratuszu, który spłonął. Obecnie budowla jest siedzibą władz miejskich Kątów Wrocławskich. 

## Historia
Pierwszy drewniany ratusz w Kątach Wrocławskich istniał już w XV wieku. W okresie późniejszym wzniesiono obok niego murowaną wieżę, którą podwyższono w 1613 roku. W roku 1624 stary ratusz spłonął i siedziba władz miejskich została ulokowana w jednym z domów mieszkalnych. Obecny ratusz został wzniesiony w latach 1878-1879, obok wieży pozostałej po poprzednim obiekcie.

Decyzją wojewódzkiego konserwatora zabytków z dnia 20 sierpnia 1966 roku wieża ratusza została wpisana do rejestru zabytków. 

## Architektura
Ratusz jest budowlą neoromańską, posiada cztery skrzydła z wewnętrznym dziedzińcem, trzy kondygnacje, nakryty jest dachem dwuspadowym. Na fasadach widnieją centralne ryzality z trójkątnymi szczytami i wykonane w tynku boniowania. Wieża w dolnej części jest czworoboczna, wyżej przechodzi w ośmiobok z tarczami zegarowymi i jest nakryta ostrosłupowym hełmem. W jej ścianach wmurowane są pochodzące z XVII wieku płyty z herbami:
- starosty kąteckiego Hansa von Reibnitz z 1613
- biskupów wrocławskich z XVII w.:
  - Karola Habsburga;
  - Georga Scultetusa, biskupa sufragana wrocławskiego (1604-1613)[1][4].

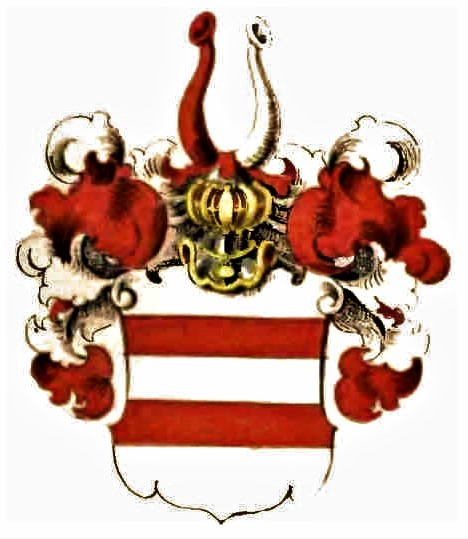
Herb von Reibnitz
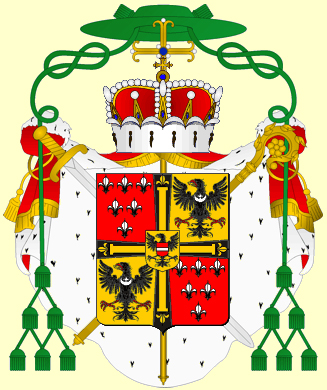
Herb Karola Habsburga